# Randy Edwini-Bonsu
Randy Edwini-Bonsu (* 20. April 1990 in Kumasi, Ghana) ist ein kanadisch-ghanaischer ehemaliger Fußballspieler auf der Position eines Stürmers.

## Karriere

### Jugend
Edwini-Bonsu, der mit seinen Eltern im Jahre 2002 von Ghana nach Kanada ausgewandert war, besuchte kurz nach seiner Übersiedelung die Landsdowne Elementary School in Edmonton. Danach besuchte er die Burnaby Central Secondary School in Burnaby, British Columbia, wo er unter anderem im dortigen Fußballteam aktiv war. Später besuchte er den Green & Gold Soccer Club an der University of Alberta, wo er in den Nachwuchsmannschaften im Einsatz war. Ab 2003 spielte der gebürtige Ghanaer für Southwest United in der Edmonton Interdistrict Youth Soccer Association (EIYSA), wo er schließlich bis 2006 im Nachwuchs spielte.
In seinem letzten Jahr beim Klub gewann er mit der dortigen U-16-Mannschaft die Meisterschaft der Provinz Alberta und sicherte sich daneben den zweiten Platz bei der Canadian Club Championship in Moncton, New Brunswick. Nach seinem Engagement in den Niederungen des kanadischen Nachwuchsfußballs wechselte Edwini-Bonsu im Jahre 2007 nach Frankreich, wo er mit dem U-18- sowie dem Reserve-Team des FC Metz trainierte. Nebenbei reiste er im Oktober 2007 zusammen seinem Landsmann Adam Straith und anderen kanadischen Jugendspielern zwei Wochen lang durch Deutschland und absolvierte dabei sechs verschiedene Testspiele, unter anderem gegen die Nachwuchsteams von FC Bayern München, VfB Stuttgart oder TSV 1860 München.

### Vereinskarriere
Nach seiner Rückkehr aus der Region Lothringen wurde Edwini-Bonsu von Vancouver Whitecaps Residency, dem in der viertklassigen nordamerikanischen USL Premier Development League spielenden Reserveteam der Vancouver Whitecaps, in die Mannschaft aufgenommen. Nachdem er während der Saison 2008 in 15 Spielen neun Treffer erzielte und sich so beim zum damaligen Zeitpunkt in der zweitklassigen USL First Division spielende Profiteam aufmerksam machte, wurde er in weiterer Folge Mitte August 2008 von der Reservemannschaft in den Profikader aufgenommen.
Bereits am 7. November 2007, als er bei einem 0:0-Remis in einem Freundschaftsspiel gegen den Major-League-Soccer-Klub LA Galaxy die volle Spieldauer auf der Ersatzbank saß, scheiterte er knapp an einem Teamdebüt, obwohl die Vancouver Caps während des Spiels insgesamt sieben verschiedene Spieler einwechselten. Nach seinem Aufrücken in den Profikader Mitte August 2008, gab er am 20. August sein Profidebüt, als er beim 0:0-Remis gegen die Seattle Sounders in der 83. Spielminute für den Jamaikaner Nicholas Addlery eingewechselt wurde.
Nachdem er in seiner ersten Profisaison nur zu wenigen Kurzeinsätzen gekommen war, wurde der Stürmer ab der Spielzeit 2009 vermehrt eingesetzt. Jedoch schaffte er es nicht, sich als Stammspieler zu etablieren, was zum einen an einer Verletzung lag, die er sich im Spiel holte. Um wieder langsam ins Spielgeschehen einzusteigen, wurde Edwini-Bonsu erneut ans Reserveteam auf Leihbasis abgegeben, um sich dort fit zu halten und weiter an Spielpraxis zu sammeln. Bis 2011 spielte er in dem Reserveteam.
Einen Tag nach seinem 21. Geburtstag trennten sich die Wege von Edwini-Bonsu und den Whitecaps. Edwini-Bonsu ließ verlautbaren, „es sei Zeit, zurück nach Europa zu wechseln“.
Im Juni 2011 gab der finnische Club AC Oulu die Verpflichtung des Stürmers bekannt.
Im November 2011 gab Eintracht Braunschweig seine Verpflichtung bis Sommer 2013 bekannt, nach dem Ende der Winterpause lief er erstmals für den Zweitligisten auf. Der Stürmer debütierte für die Niedersachsen am 5. Februar 2012 (20. Spieltag) im Auswärtsspiel bei Eintracht Frankfurt, als er in der 68. Minute für Mathias Fetsch eingewechselt wurde.
Am 4. März 2012 (24. Spieltag) feierte Randy sein Heimspiel-Debüt in einem Pflichtspiel für Eintracht Braunschweig, bei dem er in der 32. Minute für Damir Vrančić eingewechselt wurde. Seine Einwechslung legte den Grundstein für den 3:2-Sieg über Hansa Rostock: Randy leitete einen Angriff ein, der zum zweiten Braunschweiger Tor führte. In der 79. Minute konnte er nur durch ein Foul gestoppt werden; der anschließende direkt verwandelte Freistoß von Nico Zimmermann war gleichzeitig der Endstand der Begegnung. In der Folgezeit konnte Edwini-Bonsu sich in Braunschweig jedoch keinen Stammplatz erobern, sein zum Ende der Saison 2012/13 auslaufender Vertrag wurde nicht verlängert. Obwohl ihm mit Braunschweig am Ende der Saison 2012/2013 sogar der Aufstieg in die erste Bundesliga gelang.
Vom 24. Januar 2014 bis zum Ende der Saison 2014/2015 stand der Stürmer beim Drittligisten Stuttgarter Kickers unter Vertrag. Im Sommer 2015 wechselte er zum VfR Aalen. Nach einer Saison beim VFR Aalen schloss sich Bonsu dem FC Homburg an. Nachdem Bonsu mit den Saarländern im Sommer 2017 aus der Regionalliga Südwest in die Oberliga abgestiegen war, verließ er den Verein. Im Herbst wurde er dann nach kurzer Vereinslosigkeit vom früheren Bundesligisten Tennis Borussia Berlin verpflichtet. Hier erzielte der Kanadier in 23 Ligaspielen sechs Treffer für den Fünftligisten.
Die Saison 2019 spielte er für den FC Edmonton in der heimischen Canadian Premier League und kam dort in zwölf Spielen zum Einsatz. Danach beendete er seine Laufbahn.

### International
Zu seinen ersten Einsätzen für ein Nachwuchsnationalteam kam der Angriffsspieler bereits im Jahre 2005, als er für das kanadische U-15-Nationalteam in Freundschaftstestspielen. Zu weiteren Testspieleinsätzen für die Mannschaft kam er im Jahre 2007 im Laufe eines Nachwuchsturniers ins Mexiko. Seinen ersten richtigen U-15-Einsatz hatte Edwini-Bonsu am 29. September 2005 gegen die U-15-Auswahl von Neuseeland. Von 2006 bis 2007 absolvierte er 15 Spiele für die U-17 von Kanada, für die er zwei Tore erzielte. Seinen ersten internationalen Treffer erzielte er bei einem 10:0-Sieg über das Nachwuchsnationalteam von Bermuda am 15. August 2006.
Nach einer erfolgreichen Zeit beim U-17-Team folgte im Jahre 2008 die Einberufung ins kanadische U-20-Nationalteam, für das er bis dato  in fünf Spielen drei Mal traf. Unter anderem nahm er mit der Mannschaft am CONCACAF U-20 Gold Cup 2009 in Trinidad und Tobago teil. Im Januar 2010 wurde Edwini-Bonsu gemeinsam mit seinem Teamkollegen von den Vancouver Whitecaps, Philippe Davies, in ein Trainingslager der kanadische U-23-Auswahl (Olympiamannschaft) berufen.
Nur kurz nach seiner Einberufung ins U-23-Team wurde der 1,68 m große Stürmer ins kanadische A-Nationalteam gewählt und trainierte bereits ab Mitte Januar zusammen mit der Mannschaft. Am 31. Januar 2010 gab der gebürtige Ghanaer sein A-Nationalmannschaftsdebüt, als er bei einer 0:1-Niederlage gegen Jamaika in der zweiten Spielhälfte eingewechselt wurde. 2012 wurde Edwini-Bonsu in den Kader der kanadischen U-23-Auswahl für das nordamerikanische Qualifikationsturnier zu den Olympischen Spielen in London berufen. Aufgrund einer roten Karte im zweiten Vorrundenspiel verpasste er das für die Qualifikation entscheidende Halbfinale gegen Mexiko, welches Kanada mit 1:3 verlor.
Nach mehr als dreijähriger Pause kehrte Edwini-Bonsu am 22. März 2013 in die kanadische A-Nationalmannschaft zurück. Bei einem Freundschaftsspiel gegen Japan in Doha stand er in der Anfangsformation seines Teams. In einem Freundschaftsspiel gegen Puerto Rico am 30. März 2015, erzielte er sein erstes Länderspieltor. Knapp zwei Monate später absolvierte er dann in der WM-Qualifikation gegen dominicanische Fußballnationalmannschaft sein zehntes und letztes Länderspiel für Kanada.

## Privates
Randy Edwini-Bonsus Vater Stephen wurde, wie sein Sohn, auch in Kumasi geboren. Seine Mutter Gifty stammt aus der ghanaischen Hauptstadt Accra. Zurzeit leben beide in Edmonton. Gemeinsam haben sie neben Randy zwei weitere Kinder (einen Sohn und eine Tochter), die jedoch beide jünger als der aktive Fußballnationalspieler sind.
Edwini-Bonsu spricht fließend Englisch, Französisch und Twi, zudem kann er sich auch auf Deutsch verständigen.